# Latiblattella mexicana
Latiblattella mexicana är en kackerlacksart som först beskrevs av Henri Saussure 1864.  Latiblattella mexicana ingår i släktet Latiblattella och familjen småkackerlackor. Inga underarter finns listade i Catalogue of Life.